# Nertus Tholus
Il Nertus Tholus è una struttura geologica della superficie di Venere.